# Oxygonum auriculatum
Oxygonum auriculatum är en slideväxtart som beskrevs av R. A. Grah.. Oxygonum auriculatum ingår i släktet Oxygonum och familjen slideväxter. Inga underarter finns listade i Catalogue of Life.